# Hotell Oslo
Hotell Oslo var en norsk miniserie som gick på NRK1 vintern 1997 och på SVT hösten 1997.  Regi av Karin Julsrud. Huvudrollen spelas av Kåre Conradi.
Magne Furuholmen och Kjetil Bjerkestrand gjorde musiken och blev för den tilldelat Edvard-prisen 1998 i klassen annan konstform. Den blev också utgiven på CD.
Serien var en nordisk samproduktion och blev visat på TV både i Norge, Sverige, Danmark, Finland och Island.

## Handling
Hotell Oslo handlar om sex relativt unga människor som, med olika motiv, möts på det fallfärdiga Hotell Oslo. Med tillbakablickar på personernas historier spinner serien en rad trådar som till slut griper in i varandra.

## I rollerna
- Kåre Conradi ....  Kjetil
- Eindride Eidsvold ....  Carl
- Helle Fagralid ....  Jette
- Laila Goody ....  Sara
- Jan Grønli ....  Jon
- Knut Haugmark ....  Erlend
- Bjarte Hjelmeland ....  Ove
- Ove Christian Owe ....  Max
- Alda Sigurðardóttir ....  Vigdis
- Reidar Sørensen ....  BC
- Kim Sulocki ....  Bengt
- Stine Varvin ....  Marianne (som Stine Hoel Varvin)

## Övrigt
Översatt från norska wikipedia